# Matt Roy
Matthew Alan "Matt" Roy, född 1 mars 1995, är en amerikansk professionell ishockeyback som spelar för Los Angeles Kings i National Hockey League (NHL). Han har tidigare spelat för Ontario Reign i American Hockey League (AHL); Michigan Tech Huskies i National Collegiate Athletic Association (NCAA) samt Indiana Ice i United States Hockey League (USHL).
Roy draftades av Los Angeles Kings i sjunde rundan i 2015 års draft som 194:e spelare totalt.

## Statistik
| 2019–2010   | Victory Honda         | T1EHL       | 30  | 1  | 11 | 12 | 22  | —  | — | — | — | — |
| 2010–2011   | Victory Honda         | T1EHL       | 35  | 3  | 10 | 13 | 24  | —  | — | — | — | — |
| 2011–2012   | Victory Honda         | T1EHL       | 37  | 1  | 8  | 9  | 28  | —  | — | — | — | — |
| 2012–2013   | Victory Honda         | T1EHL       | 40  | 15 | 32 | 47 | 18  | —  | — | — | — | — |
|             | Indiana Ice           | USHL        | 10  | 1  | 2  | 3  | 4   | —  | — | — | — | — |
| 2013–2014   | Indiana Ice           | USHL        | 24  | 4  | 5  | 9  | 21  | 12 | 2 | 4 | 6 | 4 |
| 2014–2015   | Michigan Tech Huskies | NCAA        | 36  | 0  | 9  | 9  | 22  | —  | — | — | — | — |
| 2015–2016   | Michigan Tech Huskies | NCAA        | 37  | 7  | 13 | 20 | 37  | —  | — | — | — | — |
| 2016–2017   | Michigan Tech Huskies | NCAA        | 42  | 5  | 21 | 26 | 74  | —  | — | — | — | — |
|             | Ontario Reign         | AHL         | 8   | 0  | 1  | 1  | 7   | 2  | 0 | 0 | 0 | 2 |
| 2017–2018   | Ontario Reign         | AHL         | 49  | 4  | 13 | 17 | 23  | 4  | 1 | 1 | 2 | 0 |
| 2018–2019   | Los Angeles Kings     | NHL         | 25  | 2  | 4  | 6  | 8   | —  | — | — | — | — |
|             | Ontario Reign         | AHL         | 45  | 8  | 21 | 29 | 17  | —  | — | — | — | — |
| 2019–2020   | Los Angeles Kings     | NHL         | 70  | 4  | 14 | 18 | 10  | —  | — | — | — | — |
| 2020–2021   | Los Angeles Kings     | NHL         | 44  | 2  | 8  | 10 | 8   | —  | — | — | — | — |
| NHL totalt  | NHL totalt            | NHL totalt  | 139 | 8  | 26 | 34 | 26  | —  | — | — | — | — |
| AHL totalt  | AHL totalt            | AHL totalt  | 102 | 12 | 35 | 47 | 47  | 6  | 1 | 1 | 2 | 2 |
| NCAA totalt | NCAA totalt           | NCAA totalt | 115 | 12 | 43 | 55 | 133 | —  | — | — | — | — |
| USHL totalt | USHL totalt           | USHL totalt | 34  | 5  | 7  | 12 | 25  | 12 | 2 | 4 | 6 | 4 |

### Internationellt
| Källa: Uppdaterad: 2021-09-25 | Källa: Uppdaterad: 2021-09-25 | Källa: Uppdaterad: 2021-09-25 |         | Utv = Utvisningsminuter | Utv = Utvisningsminuter | Utv = Utvisningsminuter | Utv = Utvisningsminuter | Utv = Utvisningsminuter |
| År                            | Lag                           | Mästerskap                    | Matcher | Mål                     | Assists                 | Poäng                   | Utv                     |                         |
| ----------------------------- | ----------------------------- | ----------------------------- | ------- | ----------------------- | ----------------------- | ----------------------- | ----------------------- | ----------------------- |
| 2021                          | USA                           | VM                            | 8       | 0                       | 1                       | 1                       | 4                       |                         |
| Senior totalt                 | Senior totalt                 | Senior totalt                 | 8       | 0                       | 1                       | 1                       | 4                       |                         |